# Daniel Ayala Peréz
Daniel Ayala Peréz, född den 21 juli 1906 i Yucatán, död den 20 juni 1975 i Xalapa, Veracruz Mexico, var en mexikansk kompositör.